# Anhaica
Anhaica (aussi connue comme Iviahica, Yniahico, et Pueblo de Apalache) était une cité des indiens Apalaches située sur le territoire de l'actuelle ville de Tallahassee en Floride. Elle était la capitale de la Province Apalachee (en). Sa population était d'environ 30 000 personnes et sa province environ 60 000[réf. nécessaire].
Anhaica comptait 250 bâtiments lorsque Hernando de Soto y établit son campement en octobre 1539 pour y passer l'hiver, avant de repartir en mars 1540.
Anhaica fut redécouverte en 1988 par l'archéologue de l'État de Floride, B. Calvin Jones (en), sur le terrain de la résidence du gouverneur John W. Martin (en) (1884-1958), aujourd'hui connu sous le nom de Martin Archaeological Site (Trinomial Smithsonian 8LE853B). Comme la maison du gouverneur (en) elle-même, ce terrain fait partie du DeSoto Site Historic State Park (en).